# Kylie Minogue Wines
Kylie Minogue Wines è il brand di vini fondato dalla cantante australiana Kylie Minogue nel maggio 2020 in collaborazione con il distributore inglese Benchmark Drinks.
 Ad oggi, il marchio commercializza un'ampia varietà di vini, prodotti tra Italia, Francia, Spagna e Australia. La collezione continua ad espandersi con una selezione sempre più diversificata di vini a zero percento di alcol.

## Storia
Il brand è stato inizialmente commercializzato in Regno Unito e Irlanda a partire dal 28 maggio 2020, in occasione del cinquantaduesimo compleanno della popstar. A partire dal luglio successivo, Kylie Minogue Wines approda in Australia.
A gennaio 2021, Kylie incontra in Veneto l'azienda ZONIN1821 con la quale stringe una collaborazione per la realizzazione del suo Prosecco rosé, lanciato il marzo successivo.
Nel giugno 2022 i vini della cantante approdano negli Stati Uniti d'America, ove per il lancio del brand la Minogue tiene una performance esclusiva al Carlyle Hotel di New York.
Nell'ottobre 2022 viene lanciato Sparkling Rosé, il primo vino senza alcol del brand. 
Nel marzo 2023, la Minogue partecipa al ProWein.

## Successo commerciale
Le prime bottiglie di rosé di Kylie Minogue sono arrivate sugli scaffali di Tesco il 16 maggio 2020 e sono andate esaurite in tutto il Regno Unito nel giro di sole 24 ore.
Nel febbraio 2023, The Guardian dichiara un fatturato di 13.5 milioni di dollari.
Nel maggio 2023, al The West Hollywood EDITION, Kylie celebra il terzo anniversario del suo marchio di vini, con 9 milioni di bottiglie e oltre 43 milioni di calici serviti in tutto il mondo. Il brand è infatti ora ufficialmente commercializato in oltre 31 paesi del mondo, dimostrando così la sua popolarità e appeal internazionale.
Nel luglio 2023, Kylie Minogue Wines raggiunge il traguardo di 10 milioni di bottiglie vendute, poi diventare 15 milioni nel maggio 2024.

## Prodotti
Kylie Minogue Wines offre un'entusiasmante selezione di vini eleganti ed espressivi. Ogni bottiglia presenta un perfetto equilibrio tra sapori fruttati e raffinata sofisticazione, realizzata secondo i più alti standard. Tra le varietà offerte:
- Prosecco rosé, prodotto a Gambellara
- Prosecco D.O.C.
- Signature Rosé
- Signature Sauvignon blanc
- Vin de Provence
- Côtes de Provence rosé
- No Alcohol Sparkling Rosé
- No Alcohol Sparkling Blanc
- Merlot
- Cava
- Côtes de Provence cru classé rosé
- Chardonnay
- Pinot noir

## Riconoscimenti
Ai Drink Business Awards del 2021, Kylie Minogue Wines vince il premio come miglior lancio dell'anno.
Nel marzo del 2022, i vini Côtes de Provence, Collection Pinot Noir e Signature Rosé vincono la medaglia d'oro ai Drinks Business Masters, dimostrando l'eccezionale qualità degli stessi.